# National League Central
National League Central (w skrócie NL Central jedna z sześciu dywizji Major League Baseball, powstała w 1994 roku.

## Aktualni członkowie
- Chicago Cubs
- Cincinnati Reds
- Milwaukee Brewers
- Pittsburgh Pirates
- St. Louis Cardinals

## Dotychczasowi członkowie

### 1994-1997
- Chicago Cubs
- Cincinnati Reds
- Houston Astros
- Pittsburgh Pirates
- St. Louis Cardinals

#### Zmiany z porównaniu z rokiem 1993
- Powstanie dywizji
  - Chicago Cubs, Pittsburgh Pirates oraz St. Louis Cardinals przenieśli się z NL East
  - Cincinnati Reds oraz Houston Astros przenieśli się z NL West

### od 1998 do 2012
- Chicago Cubs
- Cincinnati Reds
- Houston Astros
- Milwaukee Brewers
- Pittsburgh Pirates
- St. Louis Cardinals

### od 2013
- Chicago Cubs
- Cincinnati Reds
- Milwaukee Brewers
- Pittsburgh Pirates
- St. Louis Cardinals

#### Zmiany z porównaniu z rokiem 1997
- Milwaukee Brewers przenieśli się z AL Central

## Mistrzowie NL Central rok po roku
| Rok  | Zwycięzca                             | Wynik (Z-P) | %    | Rezultat w Playoff                                               |
| ---- | ------------------------------------- | ----------- | ---- | ---------------------------------------------------------------- |
| 1994 | Cincinnati Reds                       | 66-48       | .579 | nie było Playoffs                                                |
| 1995 | Cincinnati Reds                       | 85-59       | .590 | przegrana w NLCS z Atlanta, 4-0                                  |
| 1996 | St. Louis Cardinals                   | 88-74       | .543 | przegrana w NLCS z Atlanta, 4-3                                  |
| 1997 | Houston Astros                        | 84-78       | .519 | przegrana w NLDS z Atlanta, 3-0                                  |
| 1998 | Houston Astros                        | 102-60      | .630 | przegrana w NLDS z San Diego, 3-1                                |
| 1999 | Houston Astros                        | 97-65       | .599 | przegrana w NLDS z Atlanta, 3-1                                  |
| 2000 | St. Louis Cardinals                   | 95-67       | .586 | przegrana w NLCS z New York, 4-1                                 |
| 2001 | St. Louis Cardinals & Houston Astros† | 93-69       | .574 | przegrana w NLDS z Arizona, 3-2/ przegrana w NLDS z Atlanta, 3-0 |
| 2002 | St. Louis Cardinals                   | 97-65       | .599 | przegrana w NLCS z San Francisco, 4-1                            |
| 2003 | Chicago Cubs                          | 88-74       | .543 | przegrana w NLCS z Florida, 4-3                                  |
| 2004 | St. Louis Cardinals                   | 105-57      | .648 | przegrana w World Series z Boston, 4-0                           |
| 2005 | St. Louis Cardinals                   | 100-62      | .617 | przegrana w NLCS z Houston, 4-2                                  |
| 2006 | St. Louis Cardinals                   | 83-78       | .516 | wygrana w World Series z Detroit, 4-1                            |
| 2006 | Chicago Cubs                          | 85-77       | .525 | przegrana w NLDS z Arizona, 3-0                                  |

 † - Houston Astros i St. Louis Cardinals skończyli sezon z tym samym wynikiem i zostali  wspólnie zostali uznani mistrzami

## Liczba Mistrzostw NL Central
| Drużyna             | Liczba | Rok ostatniego zwycięstwa |
| ------------------- | ------ | ------------------------- |
| St. Louis Cardinals | 7      | 2006                      |
| Houston Astros      | 4      | 2001                      |
| Chicago Cubs        | 2      | 2007                      |
| Cincinnati Reds     | 1      | 1995                      |

## Zwycięzcy Dzikiej Karty
| Rok  | Zwycięzca            | Wynik (Z-P) | %    | Mecze Straty | Playoffs                                |
| ---- | -------------------- | ----------- | ---- | ------------ | --------------------------------------- |
| 1998 | Chicago Cubs*        | 90-73       | .552 | 12.5         | przegrana w NLDS z Atlanta, 3-0         |
| 2001 | St. Louis Cardinals† | 93-69       | .574 | 0            | przegrana w NLDS z Arizona, 3-2         |
| 2004 | Houston Astros       | 92-70       | .568 | 13           | przegrana w NLCS z St. Louis, 4-3       |
| 2005 | Houston Astros       | 89-73       | .549 | 11           | przegrana w World Series z Chicago, 4-0 |

* - pokonali San Francisco Giants w jednym meczu o Dziką Kartę, 5-3.
† - Houston Astros i St. Louis Cardinals skończyli sezon z tym samym wynikiem i zostali  wspólnie zostali uznani mistrzami, ale dla potrzeb rozstawienia Dziką Kartę otrzymało St. Louis